# Clermontia peleana
Espèce
Classification APG III (2009)
Statut de conservation UICN

 CR B1ab(iii,v)+2ab(iii,v); C2a(i); D : 
En danger critique
Clermontia peleana est une espèce de plantes à fleurs de la famille des Campanulaceae endémique de Hawaï. Elle est en danger critique d'extinction.
Elle comprend deux sous-espèces :
- Clermontia peleana subsp. peleana - statut UICN CR
- Clermontia peleana subsp. singuliflora - statut UICN CR